# Wolumla
Wolumla – miasto w Australii, w stanie Nowa Południowa Walia.